# 1721 Wells
Az 1721 Wells (ideiglenes jelöléssel 1953 TD3) a Naprendszer kisbolygóövében található aszteroida. Az Indianai Egyetem fedezte fel 1953. október 3-án.